# Kónya megállóhely
Kónya megállóhely egy Hajdú-Bihar vármegyei vasúti megállóhely Balmazújváros településen, a MÁV üzemeltetésében.
A névadó (Hortobágyhoz tartozó) Kónya településrésztől délre helyezkedik el, közúti elérését csak mezőgazdasági utak teszik lehetővé.

## Vasútvonalak
A megállóhelyet az alábbi vasútvonalak érintik:
- Debrecen–Füzesabony-vasútvonal

## Kapcsolódó állomások
A megállóhelyhez az alábbi állomások vannak a legközelebb:
- Balmazújváros vasútállomás (Debrecen–Füzesabony-vasútvonal)
- Hortobágy vasútállomás (Debrecen–Füzesabony-vasútvonal)

## Forgalom
| Járat        | Útvonal | Gyakoriság             |
| ------------ | --- | ---------------------- |
| személyvonat | Debrecen – Tócóvölgy – Kismacs – Macs Ipari Park mh. – Nagyhát – Balmazújváros – Kónya – Hortobágy – Hortobágyi Halastó – Ohat-Pusztakócs – Egyek – Tiszafüred – Poroszló – (Kétútköz –) Egerfarmos – Mezőtárkány – Füzesabony | 2 óránként             |
| személyvonat | Debrecen – Tócóvölgy – Kismacs – Macs Ipari Park mh. – Nagyhát – Balmazújváros – Kónya – Hortobágy (– Hortobágyi Halastó – Ohat-Pusztakócs – Egyek – Tiszafüred)                                                               | Napi 2-3 pár           |
| személyvonat | Balmazújváros → Kónya → Hortobágy → Hortobágyi Halastó → Ohat-Pusztakócs → Egyek → Tiszafüred | Napi 1 Tiszafüred felé |